# Calliophis gracilis
Calliophis gracilis är en ormart som beskrevs av Gray 1835. Calliophis gracilis ingår i släktet Calliophis och familjen giftsnokar. IUCN kategoriserar arten globalt som otillräckligt studerad. Inga underarter finns listade.
Arten förekommer på södra Malackahalvön, på flera mindre öar i regionen och på norra Sumatra. Ormen lever i låglandet och i kulliga områden upp till 700 meter över havet. Habitatet utgörs av skogar. Calliophis gracilis gräver ofta i lövskiktet eller i det översta jordlagret.